# Gundeland
Gundeland was hofmeier onder Chlothar II (584-629) en Dagobert I (629-638/639). Hij wordt op 27 maart 616 in het testament van St. Bertrand van Le Mans genoemd als hofmeier.
According de Liber Historiae Francorum, was hij nobilis, egregius en industrius.

## Beknopte bibliografie
(de)  H. Ebling, Prosopographie der Amtsträger des Merowingerreiches (613-741), München, 1974, p. 165.